# César Delgado
César Fabián Delgado Godoy (Rosario, 1981. augusztus 18. –) argentin válogatott labdarúgó, aki jelenleg a Rosario Central játékosa.

## Pályafutása

### Klubcsapat
A Rosario Central csapatánál nevelkedett, majd itt is lett profi játékos 2001-ben. 2003-ban a mexikói Cruz Azul játékosa lett. 2008-ig volt a klub labdarúgója és ez időszak alatt több mint 150 mérkőzésen képviselte a csapatát. 2008 januárjában a francia Olympique Lyon 11 millió eurót fizetett érte. január 20-án debütált a bajnokságban az RC Lens csapata ellen a 62. percben Fred váltotta őt. 2009. október 20-án a bajnokok ligájában az angol Liverpool FC ellen szerezte meg a sorozatban az első gólját. A klubnál töltött időszaka alatt francia bajnok és francia kupagyőztes lett.
2011. június 11-én a mexikói Monterrey csapatába igazolt. 122 tétmérkőzésen 27 gólt szerzett és kétszeres gólkirály lett a klubvilágbajnokságon, valamint kér alkalommal a csapattal megnyerte a CONCACAF-bajnokok ligáját. 2015-ben visszatért nevelőklubjához a Rosario Central csapatához.

### Válogatott
Az U23-as csapat tagjaként részt vett a 2004-es olimpián, amelyen nyertek. A felnőtt válogatottban a 2004-es Copa Américán, valamint a 2005-ös konföderációs kupán is a keret tagja volt. A 2004-es Copa Américán a brazil labdarúgó-válogatott ellen a döntőbe a 87. percben gólt szerzett.

## Sikerei, díjai

### Klub
- Cruz Azul
  - Copa Panamericana: 2007
- Olympique Lyonnais
  - Francia bajnok: 2007–08
  - Francia kupa: 2007–08
- Monterrey
  - CONCACAF-bajnokok ligája: 2011–12, 2012–13

### Válogatott
- Argentína U23
  - Olimpiai játékok: 2004

### Egyéni
- FIFA-klubvilágbajnokság gólkirálya: 2012, 2013